# Kostrzanie
Kostrzanie – polski zespół folklorystyczny z Kostrzy na Dolnym Śląsku (gmina Strzgom).
Zespół powstał w 1975 z inicjatywy Koła Gospodyń Wiejskich w Kostrzy. Jest zespołem wielopokoleniowym, licząc około 65 osób w tym 6-osobową kapelę. Nadzór merytoryczny nad grupą sprawuje Strzegomskie Centrum Kultury. W swoim repertuarze zespół posiada tańce pochodzące z różnych regionów Polski (krakowskiego, lubelskiego, dolnośląskiego, łowickiego, rzeszowskiego), tańce i śpiewy łowickie towarzyszące obchodom Święta Chleba, dożynkom oraz repertuar religijny. 
Zespół występował w kraju i za granicą, m.in. w Czechach, Bułgarii, Francji, Niemczech, Macedonii Północnej, Grecji, we Włoszech i na Węgrzech. Zdobył m.in. następujące wyróżnienia i nagrody:
- Grand Prix IV Międzywojewódzkich Konfrontacji Dziecięcych i Młodzieżowych zespołów artystycznych w Jeleniej Górze (1997),
- I Miejsce w Ogólnopolskim Festiwalu Wiejskich Zespołów Artystycznych w Kielcach (1997),
- nagrodę Ministra Kultury i Sztuki oraz kuratora radomskiego w finale XI Ogólnopolskiego Festiwalu Kultury Młodzieży Szkolnej w Przysusze (1997)[1].

Od 1992 zespół jest współorganizatorem Międzynarodowego Festiwalu Folkloru w Strzegomiu (corocznie w sierpniu). Od 1993 "Kostrzanie" są członkiem polskiej sekcji CIOFF. Od 1990 z zespołem współpracuje Małgorzata Wiłkomirska, a od 1989 choreografem jest Jolanta Misztal, natomiast kierownikiem Zbigniew Suchyta.